# Adolf Handorf
Adolf Handorf (geb. um 1935; gest. 30. Jänner 1965 in Sydney, Australien) war ein österreichischer Fußballspieler. In Österreich spielte der Verteidiger in den 1950er Jahren für FK Austria Wien und den  1. Wiener Neustädter SC. In der ersten Hälfte der 1960er Jahre spielte er in Sydney beim Hakoah Club, wo er zweimal Meister von Neusüdwales wurde, und beim Sydney FC Prague.

## Leben und Wirken
Adolf Handorf erscheint erstmals zur Saison 1955/56 im Kader der Kampfmannschaft der Wiener Austria. Im Oktober erfolgt die erste Teilnahme an Freundschaftsspielen. Zu Pflichtspielen sollte er während seiner Zeit bei den Violetten nicht kommen. Interessant war aber seine Beteiligung bei Auslandsreisen der Austria, wie Anfang 1957 nach der Türkei und nach Israel. Mitte 1957 machte er auf der Australien-Tournee der Austria seine erste Bekanntschaft mit diesem Land, wenngleich er nicht zum Einsatz kam. Mit Leopold Baumgartner, Walter Tamandl, Karl Jarosch und Andy Saghi waren weitere Spieler mit auf der Reise die wie er in den kommenden Jahren für australische Vereine spielen sollten.
In der Winterpause der Saison 1957/58 wechselte Handorf zum Zweitligisten 1. Wiener Neustädter SC. Die Saison 1958/59 beendeten die Niederösterreicher auf Platz eins und stiegen damit in die Staatsliga A auf. In der Folgesaison konnte der Verein mit einem Mittelplatz die Klasse halten.
Aber bereits Anfang März 1960 war Handorf beim Hakoah Club in den östlichen Vororten der australischen Metropole Sydney. Es wurde berichtet, dass er durch seinen Wechsel auf eine mögliche Teilnahme am österreichischen Aufgebot für das Fußballturnier bei den Olympischen Spielen in Rom verzichtete, wenngleich Österreich ohnehin bereits an der Qualifikation gegen den Bronzemedaillengewinner Ungarn scheiterte. Bereits kurz nach der Ankunft  geriet Handorf in die Schlagzeilen, als er des Nachts im Sydneyer Vergnügungsviertel Kings Cross, wo er sich einstweilen im Bernley Savoy Hotel niedergelassen hatte, gemeinsam mit seinem nunmehrigen Hakoah-Mannschaftskollegen Karl Jarosch und einem weiteren Bekannten in ein Handgemenge verstrickt war, das gerichtsmassig wurde.

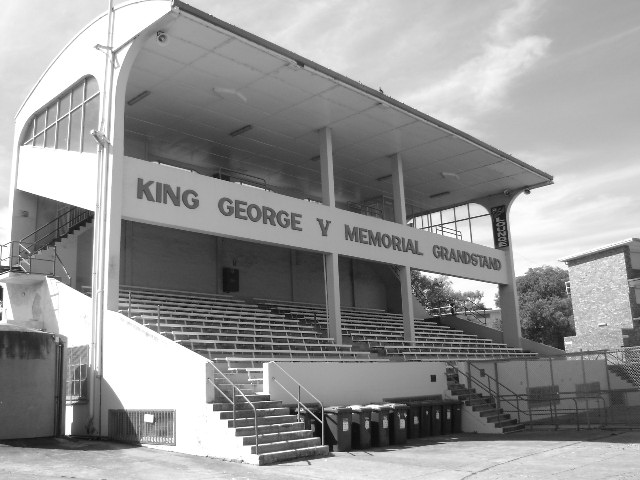
Tribüne im Henson Park

Hakoah spielte in der Staatsliga von Neusüdwales, was in Ermangelung eines nationalen Wettbewerbs die höchste Leistungsstufe war. An der Seite seiner Landsleute Spielertrainer Karl Jarosch, der zwei Tore erzielte, den Verteidigern Viktor Mach und Heinz Wenzl sowie dem Stürmer Peter Hrncir trug er im Oktober zum Gewinn der Staatsmeisterschaft von 1961 durch einen 4:1-Sieg im Grand Final über den Titelverteidiger Canterbury-Marrickville, wo der noch junge, australische Weltmeisterschaftsteilnehmer von 1974 Johnny Warren spielte, bei. 18.400 Zuseher, Rekord für ein australisches Vereinsspiel, verfolgten diese Partie im Henson Park von Marrickville. 1962 gelang die Wiederholung des Erfolges durch ein 4:2 über den Budapest Club vor 26.800 Zusehern, was einen neuen australischen Rekord für Vereinsspiele darstellte. Der Österreicher Herbert Ninaus erzielte drei Treffer und traf auch dreimal das Gebälk. Adolf Blutsch erzielte das zweite Tor von Hakoah. Mach, Jarosch, Torwart Wenzl und Heinz Dolezal erweiterten das Kontingent der Österreicher in der Aufstellung von Hakoah auf sieben Spieler. Mit Herbert Stegbauer spielte ein weiterer Österreicher auf der Seite von Budapest.
Zu Weihnachten 1962 plante er gemeinsam mit Adolf Blutsch und Heinz Dolezal einen kurzen Urlaub in Wien. Er kam eber erst wieder Anfang April 1963 zurück. Inzwischen hatte Hakoah den Defensivspieler Maurice “Matt” Woods aus England als Spielertrainer angeheuert der mit den Blackburn Rovers 1960 im FA Cup Finale gegen Wolverhampton Wanderers mit 0:3 unterlag. Handorf hatte dadurch starke Konkurrenz, zudem war er durch seinen überzogenen Urlaub in Ungnade gefallen. Auch zeigte er wenig Bereitschaft für die Reservemannschaft aufzulaufen und war auch im Training nicht mehr sehr eifrig. So wurde immer mehr über seinen Abgang gesprochen. So war er bei Croatia und beim St. George Budapest Club im Gespräch.
Im Mai 1964 wechselte er schließlich zum Sydney FC Prague, dessen Gründung auf tschechische Einwanderer zurückging. Dort zog er sich noch im selben Jahr eine schwere Verletzung zu, die ihn zur Aufgabe seiner Fußballerlaufbahn zwang.
Am 30. Jänner 1965 wurde er tot in seiner Wohnung in der Bayswater Road im Kings Cross aufgefunden. Die Wohnung roch nach Gas und eine gerichtliche Untersuchung stellte fest, dass er an einer Kohlenmooxyd-Vergiftung gestorben sei. Die Frau, mit der er drei Jahre zusammen gelebt hatte, bekundete, Handorf sei nur glücklich gewesen wenn er Fußball gespielt hatte. Handorf fand in der katholischen Sektion des Rookwood Cemetery (Sect. M2 Row 17 Plot 3399) im Westen von Sydney seine letzte Ruhestätte.
Auf dem Grabstein steht, dass er im Alter von 25 Jahren verstorben sei. Der gerichtliche Bericht über sein Ableben stellte fest, dass er 30 Jahre alt gewesen sei, was auch mit den Angaben im Polizeibericht über das Handgemenge kurz nach seiner Ankunft kompatibel ist, wo er als 25-Jähriger beschrieben wurde.